# Kościół San Pietro in Banchi
Kościół San Pietro in Banchi (pol. Kościół św. Piotra na [placu] Banchi) – rzymskokatolicki kościół w Genui. Administracyjnie należy do Archidiecezji Genui. Jest kościołem rektorskim w parafii San Lorenzo, wchodzącej w skład dekanatu Centro Est.
Jest jednym z trzech kościołów w Genui, obok katedry i kościoła San Bernardo, który został zbudowany z inicjatywy rządu Republiki Genui.

## Historia

### Pierwotny kościół
Niewiele wiadomo o pierwotnym kościele pod wezwaniem św. Piotra, zbudowanym w IX wieku i znanym jako San Pietro della Porta, ponieważ znajdował się obok bramy murów miejskich, na obszarze odpowiadającym obecnemu kościołowi, ale z wejściem od strony przystani. W 1398 roku został zniszczony przez pożar, spowodowany częstymi walkami pomiędzy stronnictwami politycznymi gibelinów i gwelfów. Zniszczeniu uległy również okoliczne banki, które wkrótce potem zostały odbudowane. Ruiny kościoła rozebrano dopiero w 1568 roku, kiedy już planowano budowę nowego.

### Obecny kościół

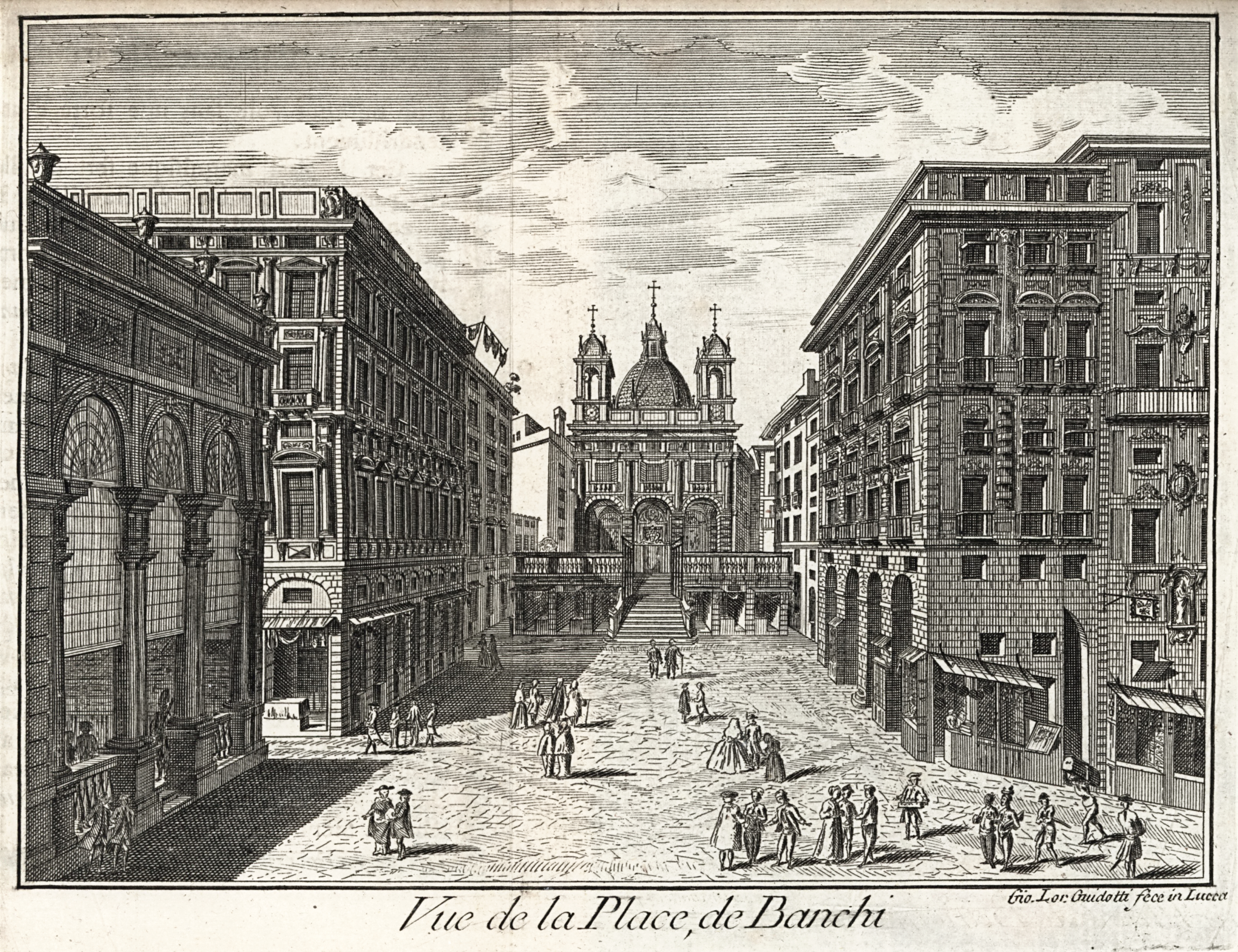
Kościół na rycinie Giovanniego Lorenza Guidottiego z 1773

Obecny kościół San Pietro in Banchi został wzniesiony w latach 1572–1585 u zbiegu dróg Soziglia-Luccoli i San Luca, w pobliżu murów z IX wieku i powyżej rzeki „Ripa Maris”. Piazza Banchi był już w XII wieku jednym z trzech dużych rynków miasta, funkcjonującym jako rynek zbożowy, a następnym stuleciu jako „plac bankierów”. Senat Republiki Genui zarządził budowę kościoła pod wezwaniem Maryi Niepokalanej (Maria Immacolata), jako wotum za ustąpienie straszliwej zarazy, ale zachował on swoje poprzednie wezwanie dla podkreślenia ciągłości historycznej. Aby zdobyć środki na budowę, zdecydowano się na oryginalne rozwiązanie architektoniczne, polegające na wzniesieniu kościoła na pomieszczeniach służących jako sklepy, który można było sprzedać lub wynająć. Budowa kościoła wpisywała się w ówczesny projekt przebudowy reprezentacyjnych przestrzeni publicznych miasta, takich jak: Piazza Banchi – centrum handlowe i Palazzo Ducale – siedziba rządu. Kościół zaprojektował w 1572 roku Bernardino Cantone. Został on ukończony około roku 1585 przez Andreę Ceresolę i Giovanniego Ponsello. Jeśli chodzi o rozwiązanie architektoniczne, projektanci inspirowali się wytycznymi Galeazza Alessiego, zastosowanymi podczas budowy kościoła Santa Maria in Carignano: założenie centralne, ośmiokątny bęben wspierający kopułę, ze ścianą przeprutą oknami, przedzielonymi pilastrami i dzwonnice zwieńczone sterczynami.
Bombardowanie z 1942 roku uszkodziło sklepienie kościoła oraz fasadę i jej dzwonnice. W efekcie woda deszczowa, przedostająca się do wnętrza uszkodziła freski i stiuki. Po wojnie kościół zrekonstruowano na podstawie fotografii i XVIII-wiecznych rycin. Urząd konserwatorski szczególną uwagę poświęcił stiukom na sklepieniu kopuły, restauracji ołtarzy oraz rekompozycji detali architektonicznych i ozdób marmurowych wewnątrz kaplic.

## Architektura
Kościół św. Piotra, posadowiony na planie centralnym, z kopułą i trzema dzwonnicami, wznosi się na tarasie przykrywającym kompleks sklepów – Loggia dei Mercanti. Dolną część fasady stanowi trójarkadowy, wgłębny portyk wejściowy ze sklepieniem krzyżowym, które pokrywają freski Giovanniego Battisty Baiarda.  Kolejne dwie kondygnacje  elewacji frontowej posiadają prostokątne okna i zostały pokryte iluzoryczną, freskową dekoracją architektoniczną.

## Wnętrze

### Wystrój rzeźbiarski
Wnętrze, z czterema kaplicami i prezbiterium, ma harmonijne proporcje o wyraźnie renesansowej proweniencji. Jest rozczłonkowane pilastrami w porządku korynckim. Stiuki w prezbiterium, przedstawiające Sceny z Męki Pańskiej zrealizowali Marcello Sparzo i Stefano Storace. Dekoracji rzeźbiarskiej dopełniają posągi świętych, umieszczone po cztery z każdej strony w niszach wewnątrz dwóch głównych kaplic. Zrealizowali je na początku XVII wieku Taddeo Carlone i Daniele Casella.

### Wystrój malarski
W ołtarzu drugiej kaplicy po lewej stronie znajduje się płótno Niepokalana pędzla Andrei Semina z 1588 roku, zwieńczone freskami Andrei Ansalda (Madonna na tronie i Ofiarowanie w świątyni, z około 1630 roku); w ołtarzu kaplicy naprzeciwko znajduje się obraz Ścięcie św. Jana Chrzciciela pędzla Benedetta Brandimarte z 1590 roku. W pendentywach kopuły znajdują się wizerunki Proroków, namalowane przez Paola Gerolama Piolę pod koniec XVIII wieku.

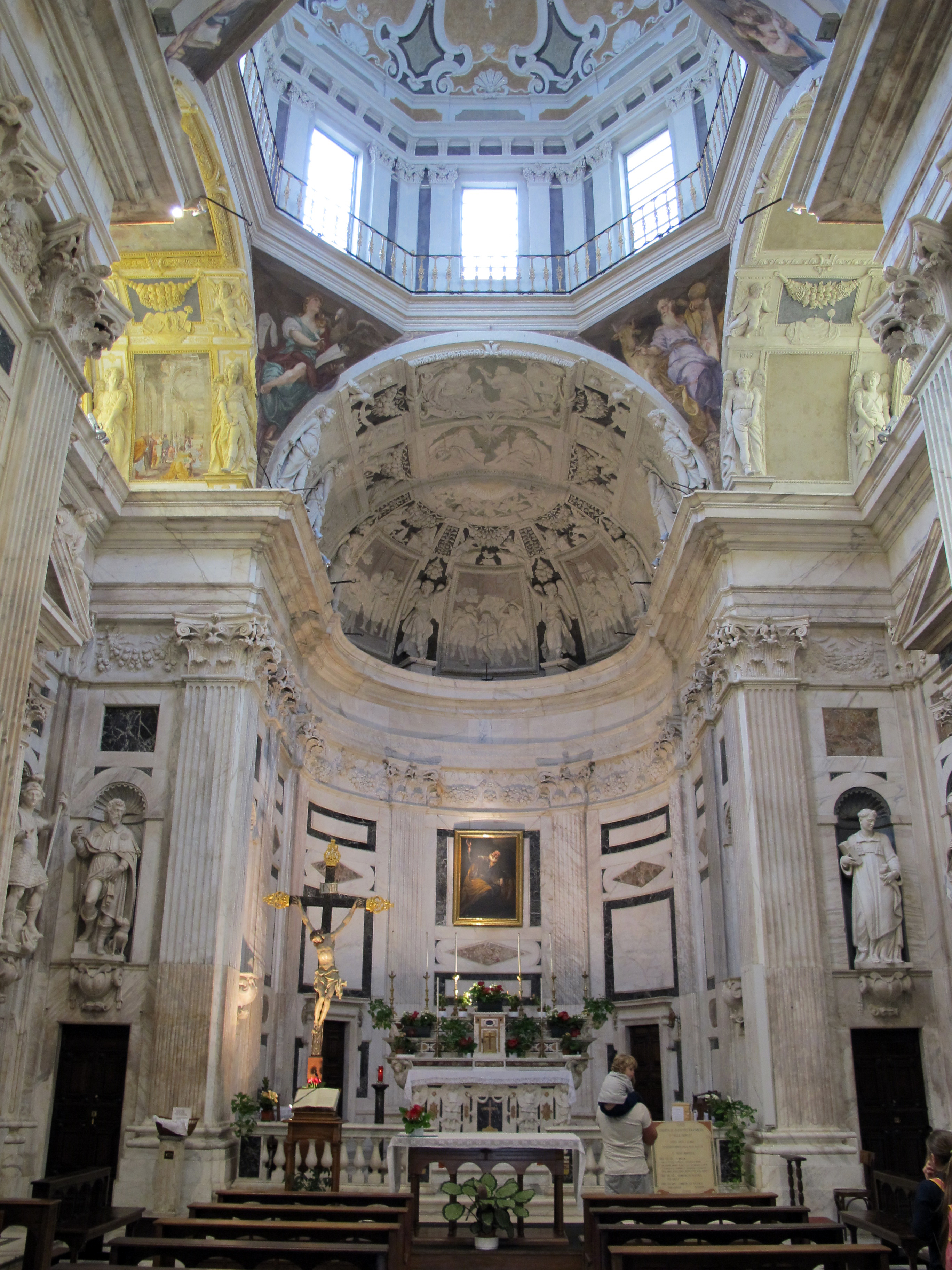
Prezbiterium
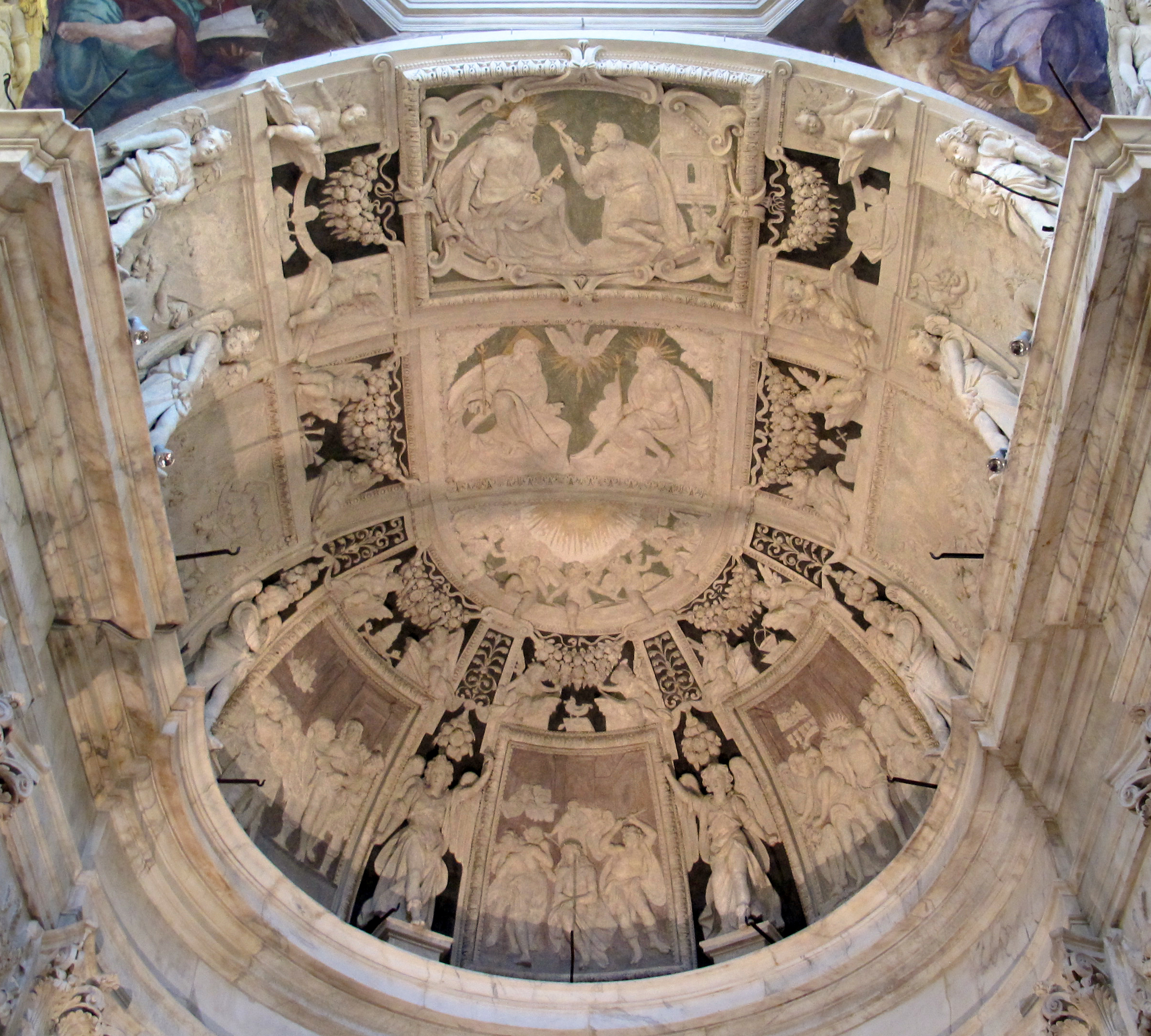
Marcello Sparzo i Stefano Storace, Sceny z Męki Pańskiej, 1603
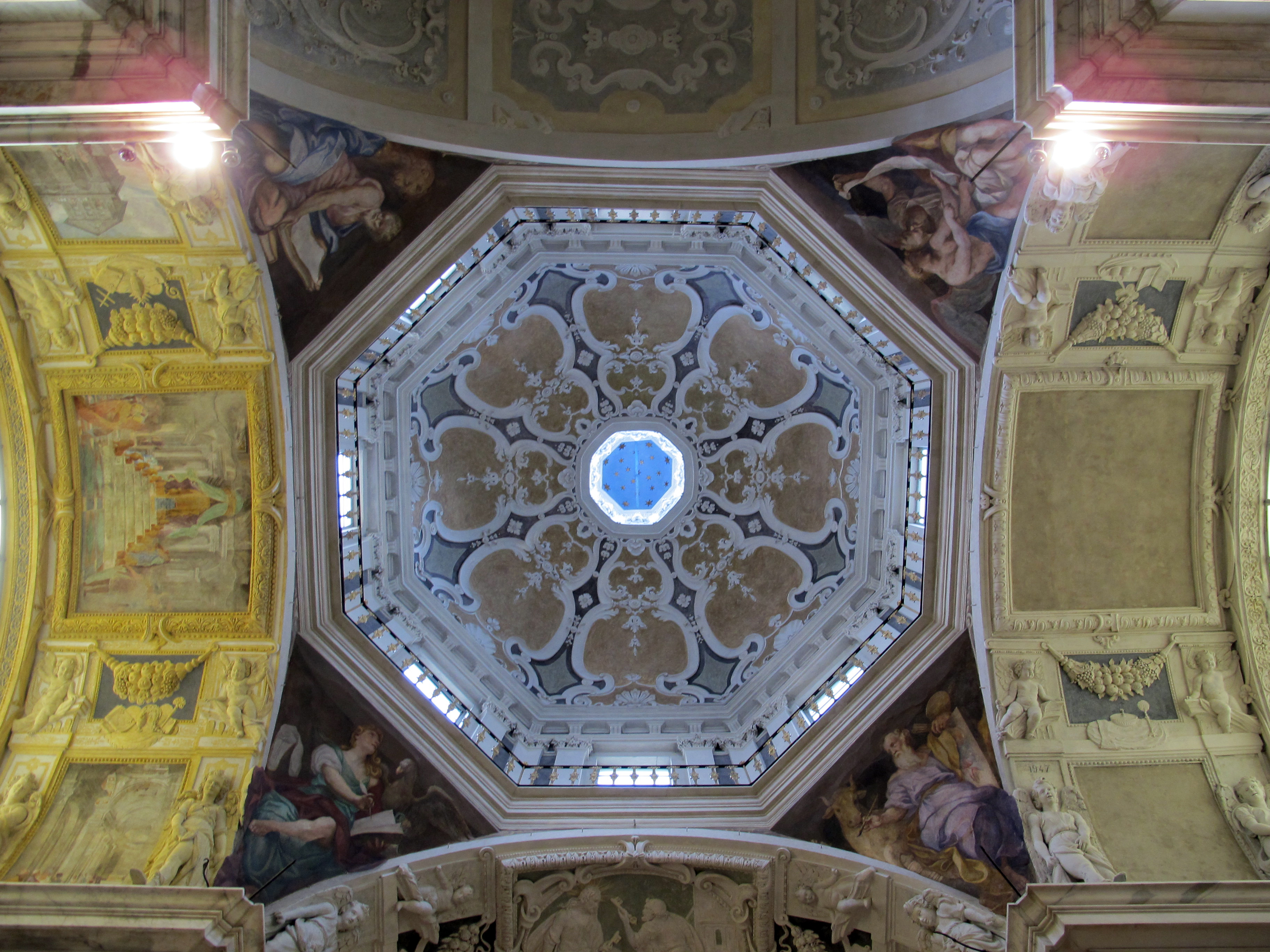
Wnętrze kopuły
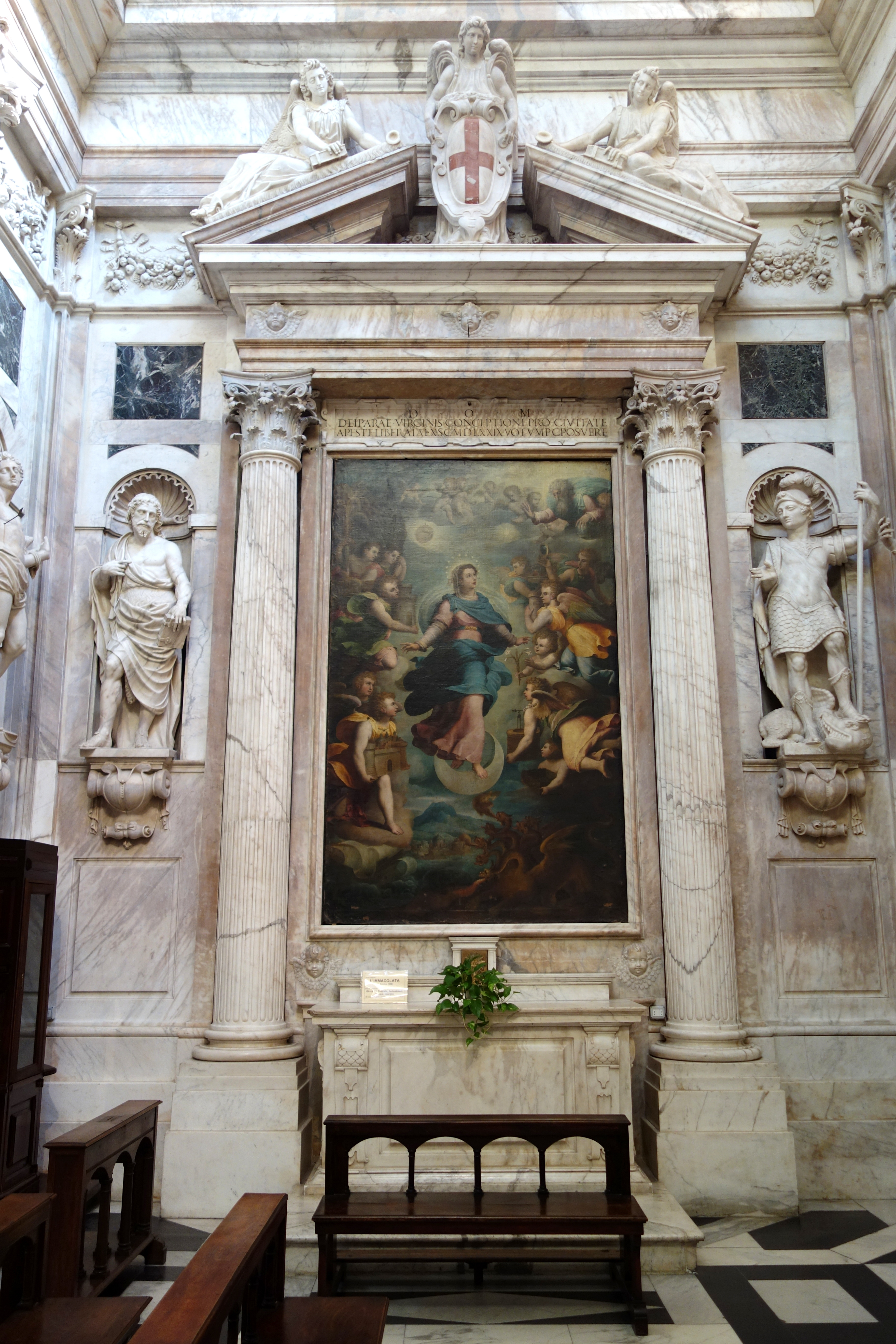
Kaplica Niepokalanej
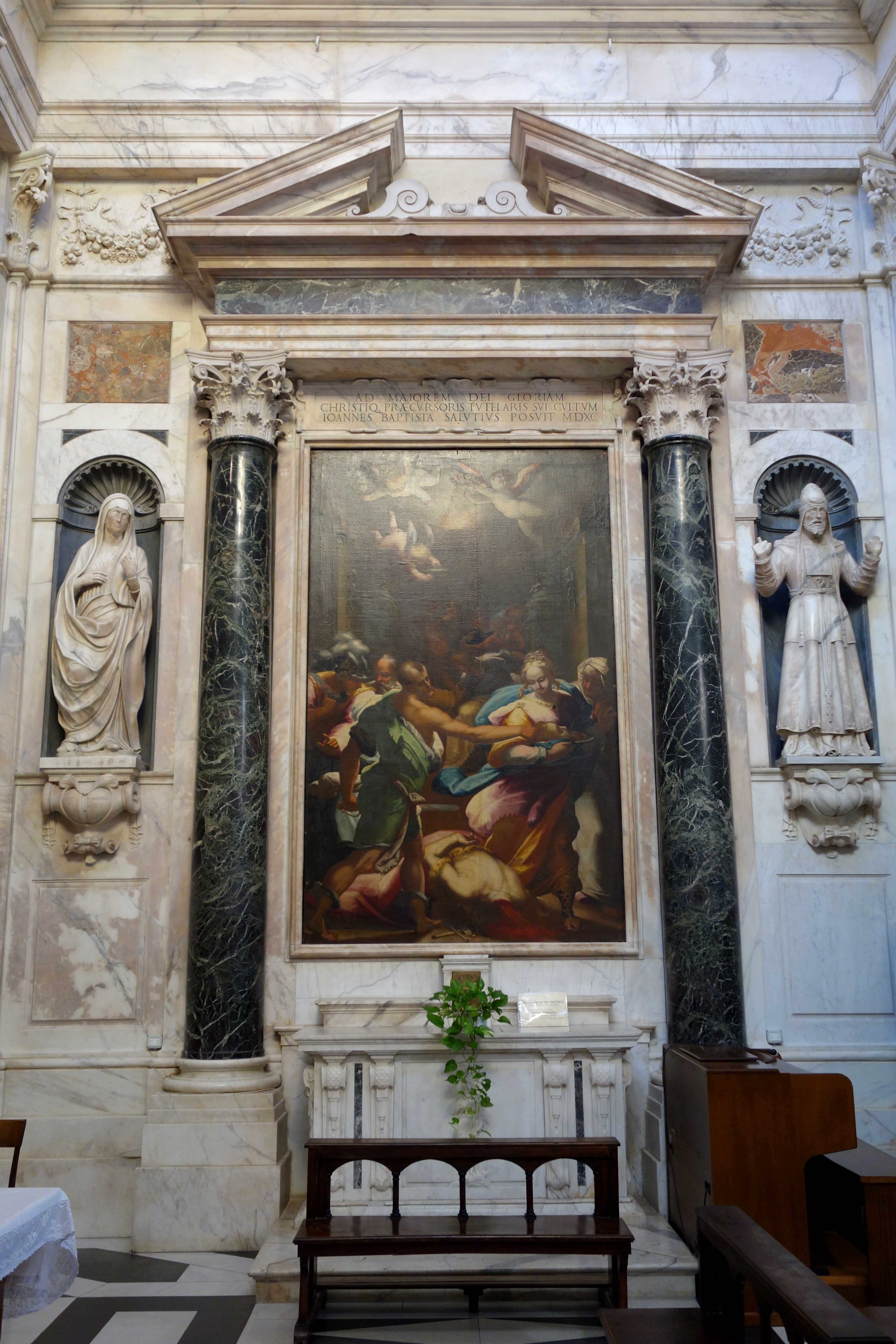
Kaplica Ścięcia św. Jana Chrzciciela